# Epitafios - besatt av hämnd
Epitafios - besatt av hämnd är en argentinsk TV-serie från 2004, regisserad av Alberto Lecchi och Jorge Nisco.

## Handling
En desperat lärare tar några elever som gisslan i en skola i Buenos Aires. Eleverna dör och polisen Renzo Márquez slutar efter detta och arbetar som taxichaufför. Fem år senare börjar en seriemördare skipa ett slags rättvisa. Alla som haft något att göra med dramat dör en plågsam död. Han sparar psykologen Laura Santini och Renzo till sist. Vartefter han avlivat sina offer skickar han gravskrifter (epitafios betyder gravskrifter).

## Rollista, urval
- Renzo Márquez, f.d. polis, nu taxichaufför - Julio Chávez
- Laura Santini, psykolog - Paula Krum
- Marcos Márquez, Renzos far - Villanueva Cosse
- Polischefen Benitez - Lito Cruz
- Marina Segal - Cecilia Roth
- Bruno - Antonio Birabent